# Municipio de St. Onge
El municipio de St. Onge (en inglés: St. Onge Township) es un municipio ubicado en el condado de Lawrence en el estado estadounidense de Dakota del Sur. En el año 2010 tenía una población de 339 habitantes y una densidad poblacional de 3,65 personas por km².

## Geografía
El municipio de St. Onge se encuentra ubicado en las coordenadas 44°33′44″N 103°44′47″O / 44.56222, -103.74639. Según la Oficina del Censo de los Estados Unidos, el municipio tiene una superficie total de 92.76 km², de la cual 92,61 km² corresponden a tierra firme y (0,16 %) 0,15 km² es agua.

## Demografía
Según el censo de 2010, había 339 personas residiendo en el municipio de St. Onge. La densidad de población era de 3,65 hab./km². De los 339 habitantes, el municipio de St. Onge estaba compuesto por el 97,64 % blancos, el 0,29 % eran amerindios, el 0,59 % eran asiáticos, el 0,29 % eran de otras razas y el 1,18 % eran de una mezcla de razas. Del total de la población el 1,18 % eran hispanos o latinos de cualquier raza.